# 近衛前久
近衛 前久（このえ さきひさ、旧字体：近󠄁衞 前󠄁久）は、戦国時代から江戸時代初期にかけての公卿。太政大臣・近衛稙家の子。官位は従一位・関白、左大臣、太政大臣、准三宮。近衛家の第17代当主。

## 生涯

### 前歴
天文5年（1536年）、近衛稙家の長男として、京都に生まれる。母は久我通言の養女・慶子。
天文9年（1540年）12月30日、元服し、叔母・慶寿院の夫でもある室町幕府の12代将軍・足利義晴から偏諱を受け、晴嗣（はるつぐ）と名乗る。
天文10年（1541年）2月27日、従三位に叙せられ、公卿に列する。
天文16年（1547年）2月17日に内大臣、天文22年（1553年）1月26日
に右大臣、天文23年（1554年）3月2日に関白、4月11日に左大臣となる。また、藤氏長者に就任した。
天文24年（1555年）1月13日、従一位に昇叙し、足利将軍家からの偏諱（「晴」の字）を捨てて、名を前嗣（さきつぐ）と改めた。この当時、将軍・足利義輝は三好長慶との対立によって、京から朽木に動座しており、改名したのは義輝との関係を断とうとしたからとされる。

### 上杉謙信との盟約
永禄2年（1559年）5月、越後国の上杉謙信（当時は長尾景虎）が上洛した際、前嗣と謙信は互いに肝胆照らし合い、血書の起請文を交わして盟約を結んだ。
永禄3年（1560年）9月、前嗣は関白の職にありながら、謙信を頼り、越後府中に下向した。湯川敏治は、近衛尚通の妹・慶寿院が将軍・足利義晴に嫁いで所生の義輝が将軍になったことで、朝廷と室町幕府の関係が近衛家を介して強化されたことを指摘し、前久の下向の背景には、近衛家の先代・稙家や正親町天皇、将軍・義輝、慶寿院らによって進められていた朝廷（室町幕府）再興計画の一環として、謙信の上洛を促すために派遣されたとする説を採る。
永禄4年（1561年）5月、前嗣は謙信の関東平定を助けるため、越後府中から上野厩橋城に赴き、足利藤氏の下総古河城奪還を支援するなど、公家らしからぬ行動力をみせた。謙信が越後に帰国した際も、危険を覚悟の上で古河城に残り、情勢を逐一越後に伝えるなど、大胆かつ豪胆な人物でもあった。この頃、名を前嗣から前久（さきひさ）に改め、花押を公家様式から武家様式のものに変えた。古河入城にあたった前久の決意めいた気概が窺える。
ただし、近衛家と関東地方に関しては、尚通の姉である通称「北の藤」と呼ばれた女性が北条氏綱の後妻になっていたことも考慮する必要がある。とはいえ、「北の藤」は天文年間末頃には亡くなっていたと推定されるため、近衛家と後北条氏の関係が前久の行動を抑制することはなかったとみられる。
その後、謙信は信濃へ出兵し、武田信玄といわゆる第四次川中島の戦いを演じることになる。謙信の活躍はただちに古河城の前久にも伝えられ、前久は謙信に宛てて戦勝を賀す書状を送っている（『歴代古案』）。
だが、武田・北条の二面作戦から謙信の関東平定が立ち行かなくなると、次第に前久は不毛感を覚え、永禄5年（1562年）8月、失意のうちに帰洛する。この帰洛は謙信の説得を振り切ってのことで、謙信はかなり立腹したとされる。しかし、一説には、謙信の関東平定後に上洛を促す計画であったともされている。

### 二条晴良・足利義昭との対立
永禄8年（1565年）5月、三好義継や三好三人衆が永禄の変で将軍・足利義輝を殺害すると、将軍殺害の罪に問われる事を危惧して、揃って前久を頼った。前久は義輝の従兄弟であったが、その正室である自分の姉・大陽院を保護した事を評価してこれを認め、彼らが推す足利義栄の将軍就任を決定した。
足利義晴・義輝父子の時代、近衛家がその外戚的存在として彼らを支持して、彼らが京都を追われた時期においてもこれに随行していた一方で、二条家や九条家は足利義維・義栄父子を支持して、石山本願寺（大坂本願寺）とも連携する構図となっていた。だが、永禄の変後、義昭の従兄弟である前久が従前通りの慣例を破り、近衛家の血を引く足利義昭（義輝の弟）の下向には同行せず、義栄を擁する三好三人衆らに接近したことによって、二条晴良や九条稙通は義昭を支援することになり、摂関家と足利将軍家の関係に一種のねじれが生じることになった。
永禄11年（1568年）10月、義昭が織田信長に奉じられて、上洛を果たした。義昭は前久に対し、永禄の変における兄・義輝の殺害への関与や前将軍・義栄の将軍襲職に便宜を図ったことを疑い、更に晴良も前久の罪を追及した。吟味の結果、義昭はついに前久を朝廷から追放した。
このとき、前久は自ら京都を離れて大坂に下向し、嫡子の明丸（のち信基、信輔、信尹に改名）を出仕させることで、義昭の怒りをかわそうとした。だが、義昭の怒りは激しく、正親町天皇や織田信長の執り成しにもかかわらず、近衛家は闕所扱いにされ、明丸も大坂への在国を命じられて、事実上の追放処分となった。また、義昭のこの強硬な態度の背景には、明丸の出仕に強く反対する晴良の意向を受けたものであるとする説もある。
谷口研吾は、叔父である久我晴通（近衛稙家の実弟）が前久の追い落としに関与した可能性を指摘している。だが、金子拓は、晴通が細川藤孝や一色藤長らと連絡を取り合い、義昭の京都追放後も公家で唯一義昭に同行したことを指摘するものの、前久とも関係があったことを指摘して結論を保留している。
前久の追放により、これまで二条家や九条家と懇意であった本願寺は、これを機に近衛家と結ぶことになり、石山合戦の遠因となった。他方、近衛家は義昭の生母であった慶寿院以来、将軍の御台所を輩出してきたが、前久追放による関係の冷却化によって正室を迎えることが出来なくなった。

### 関白の解任・諸国の流浪
10月、前久は都から丹波国の赤井直正（妹婿、または娘婿）を頼って、黒井城の下館に流寓した。
11月、摂津の本願寺寺内町に移ると、そこで関白を解任された。関白には二条晴良が再任されている。この時、本願寺11世・顕如は前久が寺内町にいることを知らなかったようで、それを知ったのは元亀元年（1570年）9月、石山合戦勃発の直前であった。また、前久はこの頃に顕如の長男・教如を自らの猶子としているようである。後に「信長包囲網」の動きが出てくると、前久も三好三人衆の依頼を受けてこれに参加し、顕如に決起を促したといわれている。だが、前久自身は信長に敵意は無く、将軍・足利義昭と関白・二条晴良への対抗とその排除が目的であった。
元亀2年（1571年）、三好義継がいる河内国若江城の城下に移っている。
また、この年か翌元亀3年（1572年）、前久は隠密裏に越前国一乗谷の朝倉義景を訪問している。
天正元年（1573年）7月、義昭が信長によって京都を追放されて若江城に入ると、この前後に前久は若江の町を後にしている。一方、晴良も信長から疎んじられるようになると、前久は再び赤井直正のもとに移っている。こうして、前久は完全に「信長包囲網」から離脱した。
天正3年（1575年）2月、信長の奏上により、帰洛を許された。

### 織田信長との親交
以後は信長との親交を深め、特に鷹狩りという共通の趣味を有していた事から、前久と信長はしばしば互いの成果を自慢しあったといわれている。
天正3年9月、毛利輝元への包囲網構築を画策する信長に要請される形で、九州に下向し、大友氏・伊東氏・相良氏・島津氏の和議を図った。
天正5年（1577年）2月、京都に戻り、翌天正6年（1578年）には准三宮の待遇を受ける。また、同年6月には2人で少数の供だけを連れて鷹狩りに出て満喫した信長が、その場で当時の公家領としては破格の1,500石の加増の命令書を書いて前久に渡したという。
天正7年（1579年）、織田軍とともに摂津国に出陣している。
天正8年（1580年）3月1日、前久は勧修寺晴豊や庭田重保と共に勅使として、大坂本願寺に派遣され、佐久間信盛と松井友閑がこれに従った。その結果、閏3月に顕如が勅命講和に応じ、石山合戦は終結した。10年近くかかっても攻め落とせなかった本願寺を開城させた前久に対する信長の評価は高く、前久が息子・信基にあてた手紙によれば、信長から「天下平定の暁には近衞家に一国を献上する」約束を得たという。
天正9年（1581年）1月15日、信長が安土で行った馬揃えに参加している。次いで、2月28日に京都で行われた大規模な京都御馬揃えにも、日野輝資、正親町季秀、烏丸光宣、高倉永孝らとともに参加している。
天正10年（1582年）2月、太政大臣となるが、5月には辞任している。これは、信長の三職推任問題に関連して、前久が信長に同職を譲る意向であったからだともいわれている。
3月、信長に同行し、日野輝資、飛鳥井雅敦、烏丸光宣、正親町季秀らとともに甲州征伐に出陣している。

### 本能寺の変・秀吉の関白就任
5月29日、信長が毛利輝元討伐のために上洛すると、6月1日に前久はほかの公家らと共に本能寺を訪れた。
だが、翌2日の本能寺の変によって、信長が横死したため、前久の運命も変転を余儀なくされる。失意の前久は落飾し、竜山（龍山）と号する。しかし、「本能寺を攻撃した明智光秀軍が前久邸から本能寺を銃撃した」と讒言に遭い、織田信孝や後に猶子となる羽柴秀吉からも詰問される。そのため、以後は徳川家康を頼り（徳川氏の創姓は前久と吉田兼右が関わっていた）、遠江国浜松に下向した。
一年後、秀吉の誤解は家康の斡旋によって解け、京都に戻った。だが、天正12年（1584年）の小牧・長久手の戦いで両者が激突したため、またもや立場が危うくなった前久は奈良に身を寄せ、両者の間に和議が成立したことを見届けてから帰洛した。
天正13年（1585年）7月、秀吉が前久の猶子となり、関白宣下を受けた。これは、前久の息子・信輔と現職の関白・二条昭実（晴良の次男）との間に関白の地位をめぐる争い（関白相論）が生じたことにより、前久が近衛家の面目を保つべく、秀吉を猶子とせざるを得なくなったために起きた事象であった。
天正14年（1586年）12月、前久の娘・前子が秀吉の猶子となり、後陽成天皇に入内した。

### 隠棲後
天正15年（1587年）以降、前久は足利将軍家ゆかりの慈照寺東求堂を別荘として、隠棲した。貞享3年（1686年）刊行の『雍州府志』によると、前久が隠棲していた時代の慈照寺は「時に此の寺、住職無し」の状態だったという。
慶長5年（1600年）の関ヶ原合戦時には、東軍に与した水谷勝俊の嫡男・勝隆を匿う一方で、西軍の島津氏と音信する等中立を保ちつつ、関ヶ原合戦の詳細な情報を息子の信輔に伝えるなど、かつての活躍をうかがわせる行動をしている。
慶長17年（1612年）5月8日、前久は薨去した。享年77。京都東福寺に葬られた。法名は東求院龍山空誉。

## 人物・評価
前久は五摂家筆頭という名門貴族の生まれにありながら、その半生を流浪に費やした。また、当代屈指の文化人でもあり、中央の文化の地方波及にも貢献している。
前久は藤原氏嫡流の五摂家らしく、和歌・連歌に優れた才能を発揮した。書道は、青蓮院流を学び、有職故実にも詳しかった。更に馬術や鷹狩りなどにも抜群の力量を示して「龍山公鷹百首」という鷹狩りの専門的な解説書を兼ねた歌集も執筆し、秀吉と家康に写本を与えている。古筆の蒐集でもしられ、前久が所持した久我通親筆と謂われる千載和歌集はその分割に際して、古筆家により龍山切と命名された。
歌道については、信長の七回忌（天正十六年六月二日）に詠んだ追悼歌の六首が残っている。六首全てで五七五七七の書き出しの一字がそれぞれ「なむあみだぶ」で揃えられている。
なけきても　名残つきせぬ　なみた哉　猶したはるゝ　なきかおもかけ
むつましき　むかしの人や　むかふらむ　むなしき空の　むらさきの雲
あたし世の　あはれおもへは　明くれに　あめかなみたか　あまるころもて
みても猶　みまくほしきは　みのこして　みねにかくるゝ　みしかよの月
たつねても　たまのありかは　玉ゆらも　たもとの露に　たれかやとさむ
ふくるよの　ふしとあれつゝ　ふく風に　ふたゝひみえぬ　ふるあとの夢
京都を離れ、地方を流浪遍歴することを余儀なくされたが、前久にとっては、単に経済的困窮や戦乱を逃れるためのものではなく、むしろ政治への積極参加のための手段の一つであった。同時に地方に中央の文化を伝播する上で、重要な役割を果たしたと評価されている。

## 年譜
以下表中、日付は旧暦、西暦年は和暦年を日付にかかわらず単純にユリウス暦に置換したものである。
| 和暦年   | 日付      | 西暦年 | 出来事                                                                         | 出典         |
| -------- | --------- | ------ | ------------------------------------------------------------------------------ | ------------ |
| 天文9年  | 12月30日  | 1541年 | 元服、将軍・足利義晴の偏諱を受け、晴嗣と名乗り、正五位下に叙して禁色を聴される |              |
| 天文10年 | 1月3日    | 1541年 | 左近衛権少将に任官                                                             |              |
| 天文10年 | 1月5日    | 1541年 | 従四位上に昇叙                                                                 |              |
| 天文10年 | 2月24日   | 1541年 | 左近衛権中将に転任                                                             |              |
| 天文10年 | 2月27日   | 1541年 | 従三位に昇叙、左近衛権中将は元の如し                                           |              |
| 天文10年 | 3月27日   | 1541年 | 伊予権守を兼任                                                                 |              |
| 天文11年 | 1月5日    | 1542年 | 正三位に昇叙、左近衛権中将兼伊予権守は元の如し                                 |              |
| 天文11年 | 2月2日    | 1542年 | 権中納言に転任、左近衛権中将は元の如し                                         |              |
| 天文13年 | 1月6日    | 1544年 | 従二位に昇叙、権中納言兼左近衛権中将は元の如し                                 |              |
| 天文14年 | 12月23日  | 1545年 | 権大納言に転任                                                                 |              |
| 天文15年 | 3月13日   | 1546年 | 右近衛大将を兼任                                                               |              |
| 天文15年 | 12月23日  | 1546年 | 左近衛大将を兼任、右近衛大将は辞す                                             |              |
| 天文16年 | 1月5日    | 1547年 | 正二位に昇叙、権大納言兼左近衛大将は元の如し                                   |              |
| 天文16年 | 2月17日   | 1547年 | 内大臣に転任、左近衛大将は元の如し                                             |              |
| 天文22年 | 1月26日   | 1553年 | 右大臣に転任、左近衛大将は元の如し                                             |              |
| 天文22年 | 1月30日   | 1553年 | 左近衛大将を辞す                                                               |              |
| 天文23年 | 3月2日    | 1554年 | 関白宣下、右大臣は元の如し                                                     |              |
| 天文23年 | 4月11日   | 1554年 | 左大臣に転任、関白は元の如し                                                   |              |
| 天文24年 | 1月13日   | 1555年 | 従一位に昇叙、関白・左大臣は元の如し。足利義晴の偏諱を捨て、名を前嗣と改める   |              |
| 弘治3年  | 9月2日    | 1557年 | 左大臣を辞す                                                                   |              |
| 永禄3年  | 9月19日   | 1560年 | 越後国府中の上杉謙信（長尾景虎）のもとへ下向                                   |              |
| 永禄4年  | 5月       | 1561年 | 越後府中から上野国厩橋に転居                                                   |              |
| 永禄4年  | 不詳      | 1561年 | 上野国厩橋から下総国古河に転居                                                 |              |
| 永禄4年  | 不詳      | 1561年 | 名を前久と改める                                                               |              |
| 永禄5年  | 2月       | 1562年 | 下総国古河から上野国厩橋に転居                                                 |              |
| 永禄5年  | 不詳      | 1562年 | 上野国厩橋から越後国府中に転居                                                 |              |
| 永禄5年  | 8月       | 1562年 | 帰洛                                                                           |              |
| 永禄9年  | 12月      | 1566年 | 松平家康の苗字を徳川に改め、従五位下・三河守に叙任することを朝廷に斡旋         |              |
| 永禄11年 | 10月      | 1568年 | 黒井城の下館に流寓                                                             | 大梅山興禅寺 |
| 永禄11年 | 11月      | 1568年 | 摂津国大坂の大坂本願寺寺内町に寄寓。関白を解任される。                         |              |
| 元亀3年  | 不詳      | 1572年 | 石山本願寺から河内国若江の三好義継のもとに移る                                 |              |
| 元亀4年  | 不詳      | 1573年 | 三好義継のもとから丹波国黒井城の赤井直正のもとに移る                           |              |
| 天正3年  | 6月28日   | 1575年 | 帰洛                                                                           |              |
| 天正3年  | 9月       | 1575年 | 薩摩国鹿児島の島津義久のもとへ下向                                             |              |
| 天正4年  | 不詳      | 1576年 | 島津義久のもとと肥後国八代の相良義陽のもととを往復する                         |              |
| 天正5年  | 2月26日   | 1577年 | 帰洛                                                                           |              |
| 天正5年  | 閏7月20日 | 1577年 | 朝廷に再出仕                                                                   |              |
| 天正6年  | 1月20日   | 1578年 | 准三宮宣下                                                                     |              |
| 天正10年 | 2月2日    | 1582年 | 太政大臣宣下                                                                   |              |
| 天正10年 | 3月       | 1582年 | 甲斐国府中に織田信長と同道                                                     |              |
| 天正10年 | 5月       | 1582年 | 太政大臣を辞す                                                                 |              |
| 天正10年 | 6月2日    | 1582年 | 出家、山城国嵯峨に逼塞                                                         |              |
| 天正10年 | 11月      | 1582年 | 遠江国浜松の徳川家康のもとに寄寓                                               |              |
| 天正11年 | 9月       | 1583年 | 帰洛                                                                           |              |
| 天正12年 | 3月       | 1584年 | 大和国奈良に奔る                                                               |              |
| 天正12年 | 7月       | 1584年 | 美濃国へ移る                                                                   |              |
| 天正13年 | 7月       | 1585年 | 羽柴秀吉を猶子とする                                                           |              |
| 天正13年 | 8月       | 1585年 | 越前国に下向                                                                   |              |
| 天正13年 | 閏8月     | 1585年 | 帰洛                                                                           |              |
| 天正15年 | 3月       | 1587年 | 上野国草津に湯治下向                                                           |              |
| 天正15年 | 8月       | 1587年 | 帰洛                                                                           |              |
| 慶長17年 | 5月8日    | 1612年 | 薨去                                                                           |              |

## 系譜
- 正室：北政所 - 久我晴通の娘
- 妾：家女房 - 波多野惣七の娘
  - 男子：近衛信尹（1565-1614）
- 妾：宝樹院
  - 女子：近衞前子（中和門院）（1575-1630） - 後陽成天皇女御、後水尾天皇母
- 生母不明の子女
  - 男子：尊勢（?-1616） - 大僧正法務興福寺別当准三后
  - 女子：宝光院久山昌隆尼（信尹の妹、中和門院の姉）
  - 女子：光照院
- 猶子
  - 堯真（1549-1619） - 専修寺12世堯慧の子、専修寺13世。
  - 慈運（?-1614） - 大炊御門経頼の子、権大僧正
  - 教如（1558-1614）- 顕如の子。真宗大谷派第12代門主
  - 豊臣秀吉（1537-1598） - 関白に就任するため、近衞家の猶子となる（関白相論参照）。
  - 津軽為信（1550-1608） - 支配の正当性を確立するため。大浦政信が近衛尚通の落胤だという伝承を利用した。

### 略系図
凡例 - 実線は実子、縦点線は養子、横点線は婚姻。
| 近衛家 | 足利将軍家 | 天皇家 |

|          |          |          |          | 久我通言 | 久我通言 | 久我通言 | 久我通言 | 久我通言          | 久我通言          |                   |                   |                   |                   |      |      |          |          |          |          | 近衞尚通 | 近衞尚通 | 近衞尚通 | 近衞尚通 | 近衞尚通              | 近衞尚通              |                       |                       |                       |                       |            |            |            |            |            |            |            |            |          |          |          |          |          |          |          |          |  |  |
|          |          |          |          | 久我通言 | 久我通言 | 久我通言 | 久我通言 | 久我通言          | 久我通言          |                   |                   |                   |                   |      |      |          |          |          |          | 近衞尚通 | 近衞尚通 | 近衞尚通 | 近衞尚通 | 近衞尚通              | 近衞尚通              |                       |                       |                       |                       |            |            |            |            |            |            |            |            |          |          |          |          |          |          |          |          |  |  |
|          |          |          |          |          |          |          |          |                   |                   |                   |                   |                   |                   |      |      |          |          |          |          |          |          |          |          |                       |                       |                       |                       |                       |                       |            |            |            |            |            |            |            |            |          |          |          |          |          |          |          |          |  |  |
|          |          |          |          |          |          |          |          |                   |                   |                   |                   |                   |                   |      |      |          |          |          |          |          |          |          |          |                       |                       |                       |                       |                       |                       |            |            |            |            |            |            |            |            |          |          |          |          |          |          |          |          |  |  |
|          |          |          |          |          |          |          |          |                   |                   |                   |                   |                   |                   |      |      |          |          |          |          |          |          |          |          |                       |                       |                       |                       |                       |                       |            |            |            |            |            |            |            |            |          |          |          |          |          |          |          |          |  |  |
|          |          |          |          | 久我晴通 | 久我晴通 | 久我晴通 | 久我晴通 | 久我晴通          | 久我晴通          |                   |                   | 慶子              | 慶子              | 慶子 | 慶子 | 慶子     | 慶子     |          |          | 近衛稙家 | 近衛稙家 | 近衛稙家 | 近衛稙家 | 近衛稙家              | 近衛稙家              |                       |                       | 慶寿院                | 慶寿院                | 慶寿院     | 慶寿院     | 慶寿院     | 慶寿院     |            |            | 足利義晴   | 足利義晴   | 足利義晴 | 足利義晴 | 足利義晴 | 足利義晴 |          |          |          |          |  |  |
|          |          |          |          | 久我晴通 | 久我晴通 | 久我晴通 | 久我晴通 | 久我晴通          | 久我晴通          |                   |                   | 慶子              | 慶子              | 慶子 | 慶子 | 慶子     | 慶子     |          |          | 近衛稙家 | 近衛稙家 | 近衛稙家 | 近衛稙家 | 近衛稙家              | 近衛稙家              |                       |                       | 慶寿院                | 慶寿院                | 慶寿院     | 慶寿院     | 慶寿院     | 慶寿院     |            |            | 足利義晴   | 足利義晴   | 足利義晴 | 足利義晴 | 足利義晴 | 足利義晴 |          |          |          |          |  |  |
|          |          |          |          |          |          |          |          |                   |                   |                   |                   |                   |                   |      |      |          |          |          |          |          |          |          |          |                       |                       |                       |                       |                       |                       |            |            |            |            |            |            |            |            |          |          |          |          |          |          |          |          |  |  |
|          |          |          |          |          |          |          |          |                   |                   |                   |                   |                   |                   |      |      |          |          |          |          |          |          |          |          |                       |                       |                       |                       |                       |                       |            |            |            |            |            |            |            |            |          |          |          |          |          |          |          |          |  |  |
| 久我通堅 | 久我通堅 | 久我通堅 | 久我通堅 | 久我通堅 | 久我通堅 |          |          | 北政所            | 北政所            | 北政所            | 北政所            | 北政所            | 北政所            |      |      | 近衞前久 | 近衞前久 | 近衞前久 | 近衞前久 | 近衞前久 | 近衞前久 |          |          | 大陽院                | 大陽院                | 大陽院                | 大陽院                | 大陽院                | 大陽院                |            |            | 足利義輝   | 足利義輝   | 足利義輝   | 足利義輝   | 足利義輝   | 足利義輝   |          |          | 足利義昭 | 足利義昭 | 足利義昭 | 足利義昭 | 足利義昭 | 足利義昭 |  |  |
| 久我通堅 | 久我通堅 | 久我通堅 | 久我通堅 | 久我通堅 | 久我通堅 |          |          | 北政所            | 北政所            | 北政所            | 北政所            | 北政所            | 北政所            |      |      | 近衞前久 | 近衞前久 | 近衞前久 | 近衞前久 | 近衞前久 | 近衞前久 |          |          | 大陽院                | 大陽院                | 大陽院                | 大陽院                | 大陽院                | 大陽院                |            |            | 足利義輝   | 足利義輝   | 足利義輝   | 足利義輝   | 足利義輝   | 足利義輝   |          |          | 足利義昭 | 足利義昭 | 足利義昭 | 足利義昭 | 足利義昭 | 足利義昭 |  |  |
|          |          |          |          |          |          |          |          |                   |                   |                   |                   |                   |                   |      |      |          |          |          |          |          |          |          |          |                       |                       |                       |                       |                       |                       |            |            |            |            |            |            |            |            |          |          |          |          |          |          |          |          |  |  |
|          |          |          |          |          |          |          |          |                   |                   |                   |                   |                   |                   |      |      |          |          |          |          |          |          |          |          |                       |                       |                       |                       |                       |                       |            |            |            |            |            |            |            |            |          |          |          |          |          |          |          |          |  |  |
| 久我敦通 | 久我敦通 | 久我敦通 | 久我敦通 | 久我敦通 | 久我敦通 |          |          | 豊臣秀吉 （猶子） | 豊臣秀吉 （猶子） | 豊臣秀吉 （猶子） | 豊臣秀吉 （猶子） | 豊臣秀吉 （猶子） | 豊臣秀吉 （猶子） |      |      | 近衛信尹 | 近衛信尹 | 近衛信尹 | 近衛信尹 | 近衛信尹 | 近衛信尹 |          |          | 近衛前子 （中和門院） | 近衛前子 （中和門院） | 近衛前子 （中和門院） | 近衛前子 （中和門院） | 近衛前子 （中和門院） | 近衛前子 （中和門院） |            |            | 後陽成天皇 | 後陽成天皇 | 後陽成天皇 | 後陽成天皇 | 後陽成天皇 | 後陽成天皇 |          |          |          |          |          |          |          |          |  |  |
| 久我敦通 | 久我敦通 | 久我敦通 | 久我敦通 | 久我敦通 | 久我敦通 |          |          | 豊臣秀吉 （猶子） | 豊臣秀吉 （猶子） | 豊臣秀吉 （猶子） | 豊臣秀吉 （猶子） | 豊臣秀吉 （猶子） | 豊臣秀吉 （猶子） |      |      | 近衛信尹 | 近衛信尹 | 近衛信尹 | 近衛信尹 | 近衛信尹 | 近衛信尹 |          |          | 近衛前子 （中和門院） | 近衛前子 （中和門院） | 近衛前子 （中和門院） | 近衛前子 （中和門院） | 近衛前子 （中和門院） | 近衛前子 （中和門院） |            |            | 後陽成天皇 | 後陽成天皇 | 後陽成天皇 | 後陽成天皇 | 後陽成天皇 | 後陽成天皇 |          |          |          |          |          |          |          |          |  |  |
|          |          |          |          |          |          |          |          |                   |                   |                   |                   |                   |                   |      |      |          |          |          |          |          |          |          |          |                       |                       |                       |                       |                       |                       |            |            |            |            |            |            |            |            |          |          |          |          |          |          |          |          |  |  |
|          |          |          |          |          |          |          |          |                   |                   |                   |                   |                   |                   |      |      |          |          |          |          |          |          |          |          |                       |                       |                       |                       |                       |                       |            |            |            |            |            |            |            |            |          |          |          |          |          |          |          |          |  |  |
|          |          |          |          |          |          |          |          |                   |                   |                   |                   |                   |                   |      |      | 近衛信尋 | 近衛信尋 | 近衛信尋 | 近衛信尋 | 近衛信尋 | 近衛信尋 |          |          |                       |                       |                       |                       | 後水尾天皇            | 後水尾天皇            | 後水尾天皇 | 後水尾天皇 | 後水尾天皇 | 後水尾天皇 |            |            |            |            |          |          |          |          |          |          |          |          |  |  |

## 前久を題材とする作品
- 山田風太郎「近衛忍法暦」（1969年）
  - 『忍法流水抄』（角川文庫、 1983年） / 『武蔵忍法旅 〈山田風太郎忍法帖短篇全集 8〉』（ちくま文庫、2004年）収録
- 安部龍太郎『戦国秘譚 神々に告ぐ』上下（角川書店〈角川文庫〉、2002年）
  - 上 ISBN 4-04-365901-6、下 ISBN 4-04-365902-4
- 宮城賢秀『近衛前久隠密帳』（角川春樹事務所〈ハルキ文庫〉、2003年） ISBN 4-7584-3053-5
- 西村弘毅 『或る一族の肖像』（郁朋社、2024年）　近衛前久の関わった信長包囲網を含んだ歴史小説　ISBN 978-4-87302-824-8

### テレビドラマ
- 軍師官兵衛（2014年、大河ドラマ） 演：河井克夫
- 信長燃ゆ（2016年、新春ワイド時代劇） 演：寺尾聰
- 麒麟がくる（2020年、大河ドラマ）演：本郷奏多